# Der Pilot und die Prinzessin
Der Pilot und die Prinzessin ist eine US-amerikanische Filmkomödie aus dem Jahre 1943. Es ist der Debütfilm als Regisseur des bereits bekannten Drehbuchautors Norman Krasna.

## Handlung
Prinzessin Maria ist eine europäische Prinzessin, die in Washington, D.C., bei ihrem Onkel weilt. Ihr Onkel Holman ist Botschafter seines Landes und möchte seine Nichte mit einem angesehenen Amerikaner verheiraten. Sie ist jedoch die ständigen Verkupplungsversuche ihres Onkels leid und möchte Washington in Richtung San Francisco verlassen. Maria leidet jedoch unter großer Flugangst und so nimmt sie ein Schlafmittel und sinkt während des Fluges in einen Tiefschlaf. Als das Wetter sich verschlechtert, beschließt Pilot Eddie O’Rourke nach Washington zurückzukehren. Da er nicht weiß, was er mit der schlafenden Maria machen soll, nimmt er sie für die Nacht mit zu sich. Als Maria erwacht, verliebt sie sich auf den ersten Blick in den charmanten Eddie. Die beiden werden ein Liebespaar, zum Ärger von Marias Onkel, der die sozialen Verhältnisse eines Piloten für seine Prinzessin nicht akzeptieren kann. Als Holman jedoch erfährt, dass die Familie O’Rourke sich vor allem durch Kinderreichtum auszeichnet, ist dies für ihn ein Argument, nichts mehr gegen die Liaison einzuwenden. Schließlich kommt es zu einer standesgemäßen Hochzeit im Weißen Haus.

## Kritiken
„Liebeskomödie mit den üblichen Verwicklungen, in der die bereits 27-jährige Hauptdarstellerin einmal mehr in die Teenagerrolle schlüpfen muss. Bemerkenswert ist ein Kurzauftritt von Präsident Roosevelt, der während der Hochzeitszeremonie im Weißen Haus zu sehen ist.“

## Auszeichnungen
Norman Krasna wurde für sein Drehbuch 1944 mit einem Oscar ausgezeichnet.